# Селище (Ушачский район)
Селище (бел. Селішча) — деревня в Ушачском районе Витебской области Белоруссии. В составе Кубличского сельсовета. Население — 171 человек (2019).

## География
Деревня находится в 11,5 км к северо-западу от городского посёлка Ушачи. Через деревню проходит автодорога Ушачи — Зябки.

### Гидрография
Селище стоит на берегу одноимённого озера (be:Возера Селішча). 

## История

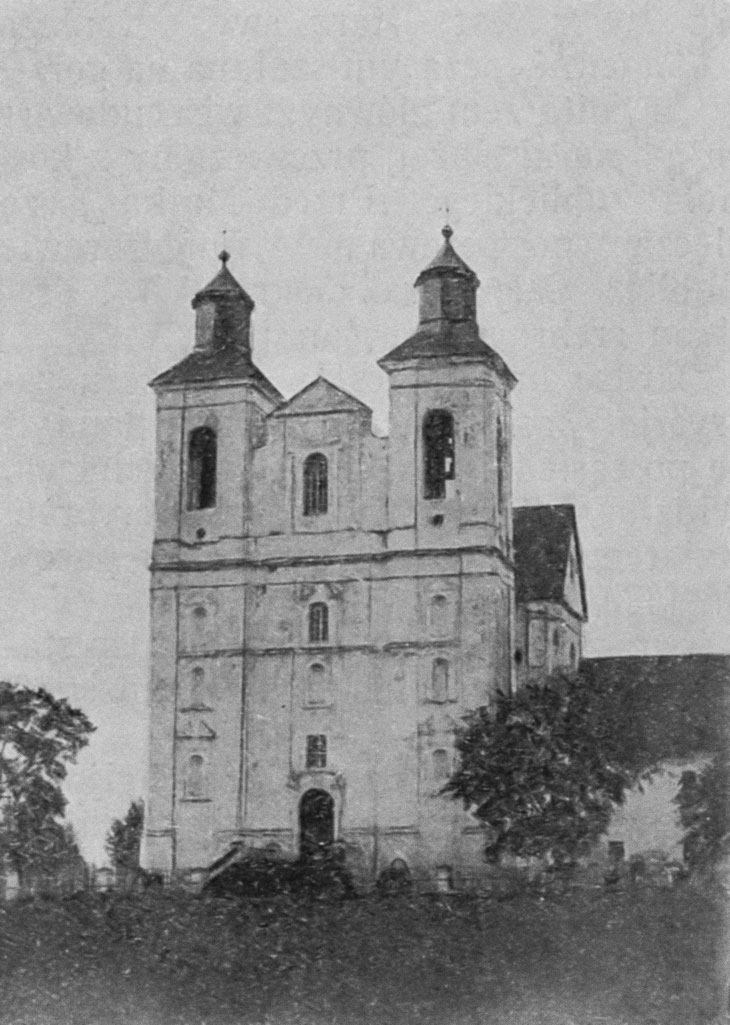
Костёл св. Вероники на фото начала XX века

Первое упоминание о Селищах содержится в ревизии Полоцкого воеводства, проведённой в 1552 году, местечко тогда принадлежало Зеновичам. В 1680 году имение Селище был собственностью Корсаков-Селицких, которые в 1686 году продали его братьям Яну Хризостому и Каспару Францкевичем. В первой трети XVIII века поселением владели Иосафат Антон Селява.
В 1726 году в Селищах начались работы по строительству монастыря бернардинцев (францисканцев) с кирпичным храмом св. Вероники. Работы продолжались до начала XIX века. После восстания 1830 года монастырь был закрыт, а храм передан под православную церковь.
В 1743 году имение приобретает Михаил Селицкий, его потомки владели имением вплоть до конца XIX века.
В результате второго раздела Речи Посполитой (1793) Селище оказалось в составе Российской империи, в Лепельском уезде Витебской губернии.
В годы польско-советской войны окрестности села были ареной боёв. По Рижскому мирному договору Селище осталось на советской стороне.
Во время Великой Отечественной войны здание костёла сильно пострадало.

## Достопримечательность
- Руины католического храма Святой Вероники (XVIII век)
- Бывший монастырь бернардинцев: костёл, монастырский корпус —  Историко-культурная ценность Республики Беларусь, шифр 212Г000807